# Teatro Regio Ducale

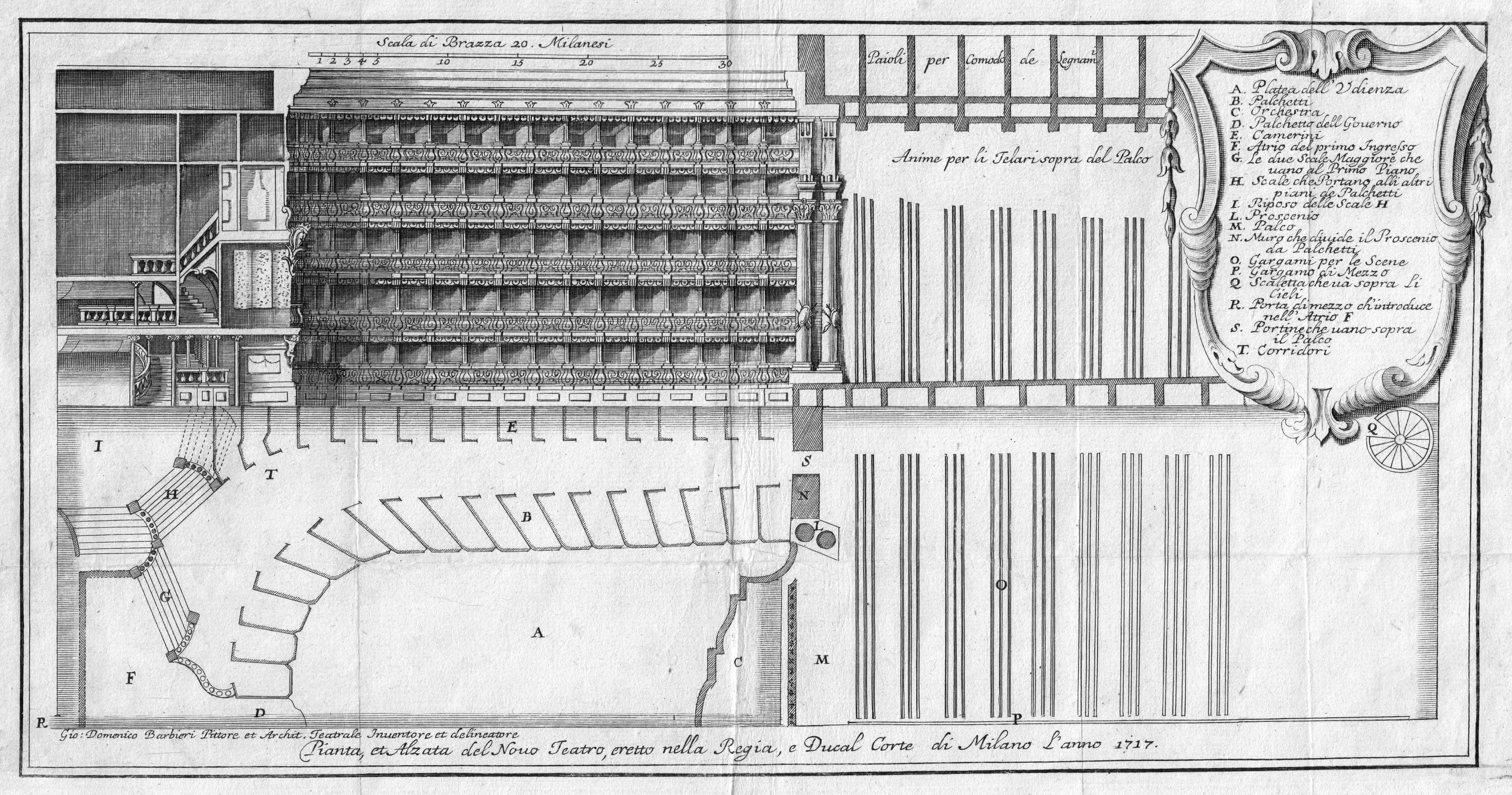
A Teatro Regio Ducale alaprajza

A Teatro Regio Ducale a milánói királyi palota színháza volt 1717-től az 1776-os tűzvészig.

## Története
Az első Teatro Regio Ducalét 1598-ban építették, hogy megünnepeljék Ausztriai Margit Milánón való átutazását, beváltva III. Fülöp portugál és spanyol király ígéretét. A színház 1699-ben lángbaborult, de nem semmisült meg teljesen. Több változtatáson, felújításon esett át, míg végül egy újabb tűzvész 1708-ban elpusztította.
A második Teatro Regio Ducale csak 1717-ben épült az előző Teatro Ducale romjaiból – némi fejlesztéssel – annak a Teatro Ducalének első terve alapján, amely már 1598-ban állt. 1717. december 26-án avatták fel Francesco Gasparini Costantino című operájának előadásával. 1776. február 25-én a Teatro Regio Ducale harmadszor és immár végképp leégett.

## Épülete
Az első Teatro Regio Ducale a Palazzo Reale belsejében található, három hajóra osztva, és tizenkét nagy márványoszlopot emeltek a színház két oldalán.
A második színház építési munkálatai 1717. április 26-án kezdődtek. Ugyanezen év szeptemberére egy 90 sing hosszú, 46 sing széles és 30 sing magas terület épült fel, amely a színház fő részét képezte. 14 architráv támasztotta alá a tetőt. Ezután megépült a faácsolat, amelyet mindkét oldalon egy-egy nagy oszlop támasztott alá. A középső sávon egy érem elejét és hátulját ábrázolták. Az elején VI. Károly mellszobra volt látható, a túloldalon a hamukupacból felemelkedő főnix képe.
Az elkészült U-alakú belső tér 800 ülőhelyet tartalmazott öt páholyban, a nézőtér és a színpad közötti jelentős magasságkülönbséget pedig egy nagy lépcső hidalta át.. Az építész a parmai Giandomenico Barbieri volt. Főleg fából építtette a színházat, ami végül bukását eredményezte.

## Előadások és személyiségek
Mozart három operát írt a hercegi színház számára 14 és 16 éves kora között: Mitridate, Pontus királya, Ascanio Albában és Lucio Silla. Az Ascanio in Alba című operát Ferdinánd főherceg és Estei Mária Beatrix modenai hercegnő 1771. októberi esküvőjének megünneplésére adták elő. A pár tiszteletére rendezett előadások és ünnepségek a Teatro Regio Ducaléban legalább két hétig tartottak.
Más olyan ismert zeneszerzők is előadták darabjaikat a Regióban, mint Francesco Gasparini, Nicola Porpora, Tomaso Albinoni és még sokan mások.

## Fordítás
- Ez a szócikk részben vagy egészben  a   Teatro Regio Ducale című német Wikipédia-szócikk ezen változatának fordításán alapul.  Az eredeti cikk szerkesztőit annak laptörténete sorolja fel. Ez a jelzés csupán a megfogalmazás eredetét és a szerzői jogokat jelzi, nem szolgál a cikkben szereplő információk forrásmegjelöléseként.